# باب معمار

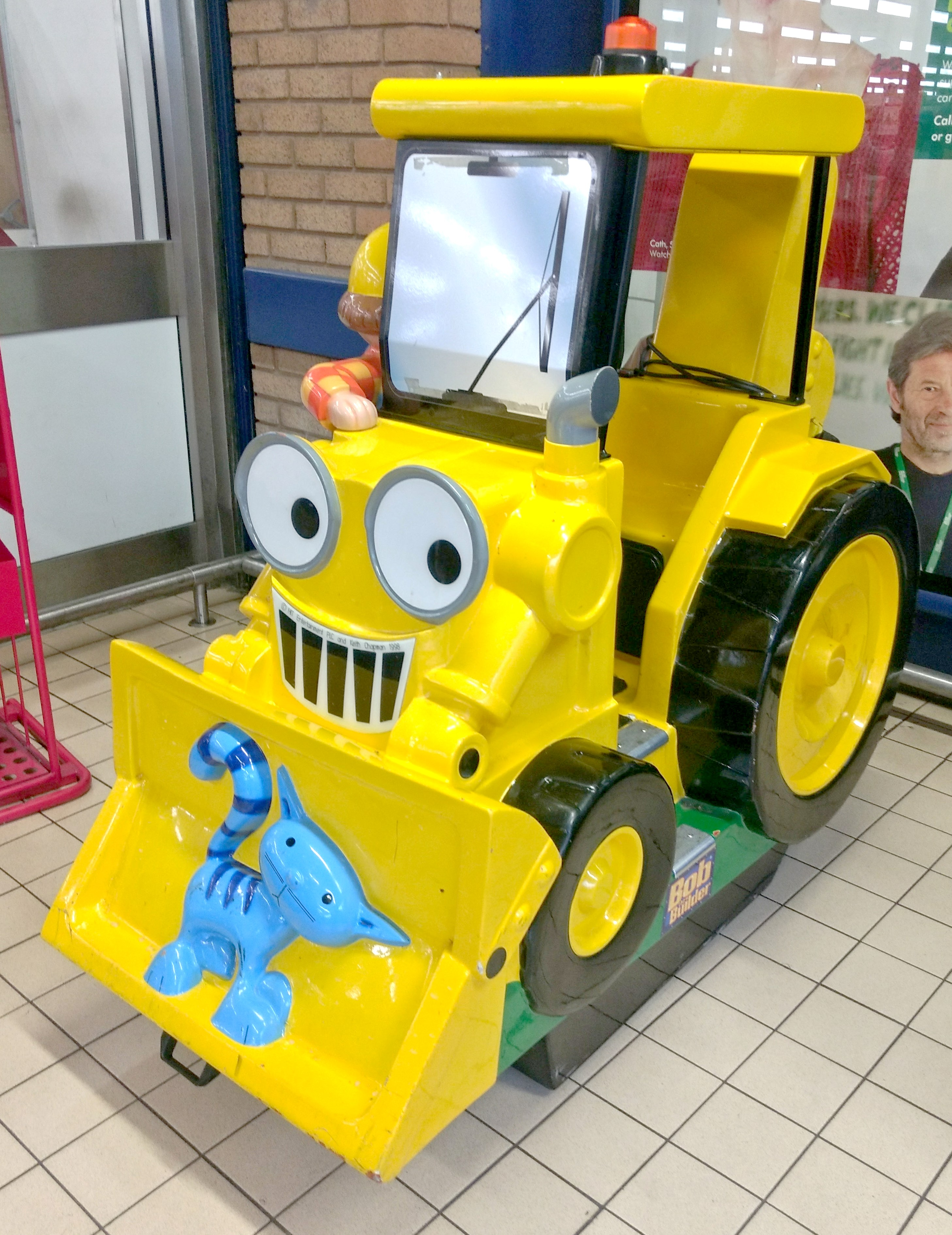
مجموعه تلویزیونی کودکانه انیمیشن بریتانیایی

باب معمار (به انگلیسی: Bob the Builder) یک مجموعه تلویزیونی کودکانه انیمیشن بریتانیایی است که توسط کیت چپمن برای هیت انترتینمنت و هات انیمیشن ساخته شده است.
در ابتدا در بی‌بی‌سی و سی‌بیبیز در بریتانیا پخش شد، اما همچنین در نیکلودئون و پی‌بی‌اس کیدز در ایالات متحده آمریکا و تری‌هاوس در کانادا.